# Сан-Сальвадор (приток Уругвая)
Сан-Сальвадор (исп. Río San Salvador) — река в республике Уругвай, левый приток реки Уругвай.

## География
Река Сан-Сальвадор берёт начало в департаменте Сорьяно к северо-западу от города Кардона, в том месте, где гряда Кучилья-де-Сан-Сальвадор переходит в гряду Кучилья-дель-Бискочо на возвышенности Кучилья-Гранде-Инфериор. Течёт с юго-востока на северо-запад через один из самых плодородных сельскохозяйственных районов Уругвая, впадает в реку Уругвай. В 20 км от устья, на левом (южном) берегу реки лежит город Долорес, второй по величине город департамента Сорьяно.
Длина реки составляет 100 км, а её бассейн занимает площадь около 3000 км².